# Tanja Rübcke

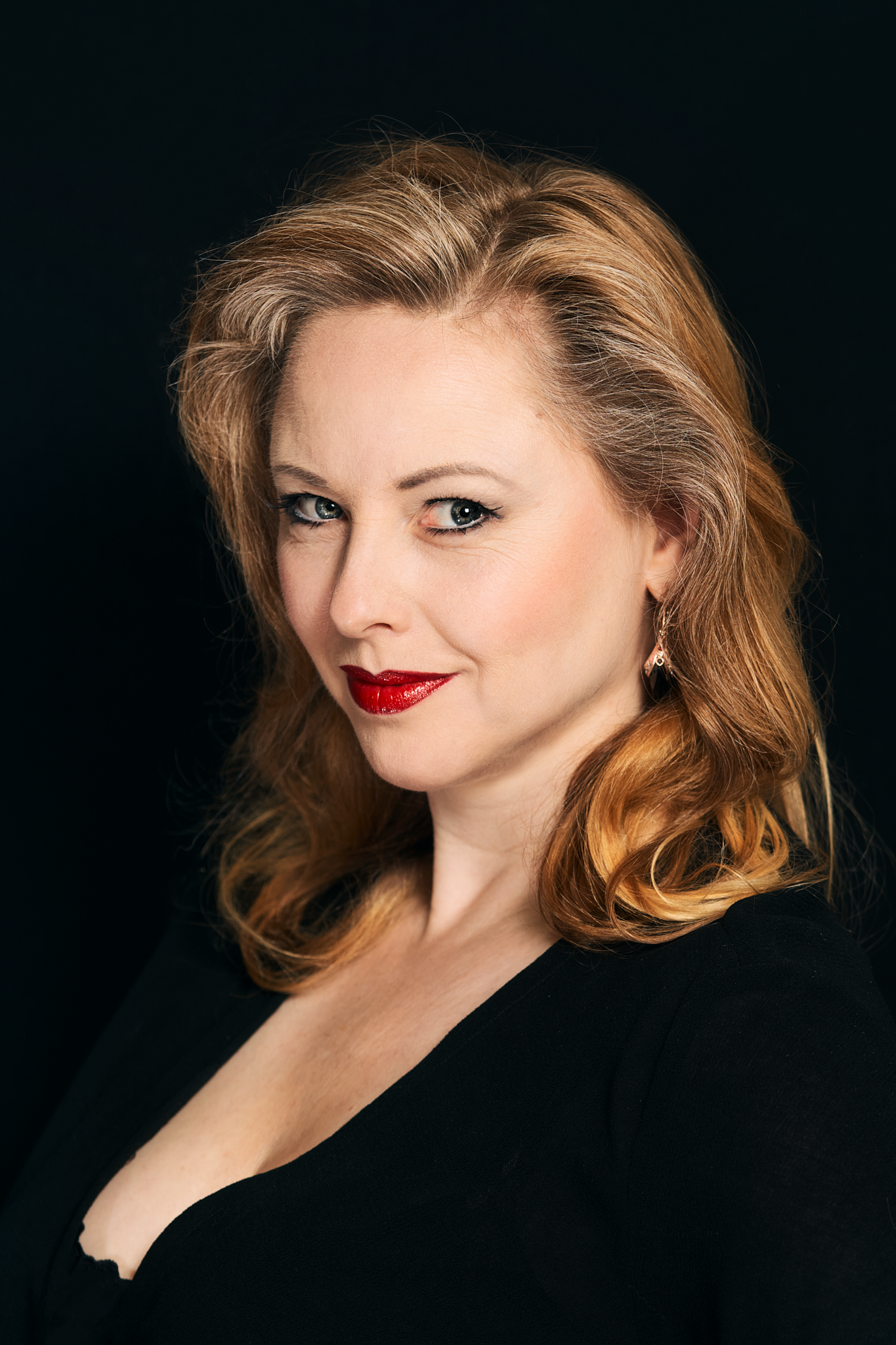
Tanja Rübcke (2021)

Tanja Rübcke (* 22. Januar 1969 in Hamburg) ist eine deutsche Sängerin, Schauspielerin und Musicaldarstellerin.

## Leben
Tanja Rübcke wurde als Tochter von Karin Rübcke (geb. Lohstöter) und Helmut Rübcke in Hamburg geboren. Als Zweieinhalbjährige erhielt sie ihren ersten Ballettunterricht und stand mit sechs Jahren zum ersten Mal auf einer Bühne. Nach einer zehnjährigen Ballettausbildung bei Ruth Scheurer absolvierte sie ihre Musicalausbildung beim Bühnenstudio Hedi Höpfner in Hamburg, an der Stage School of Dance and Drama, durch diverse Workshops mit vielen internationalen Tänzern, bis hin zu Steps on Broadway in New York.
Dank ihrer umfangreichen Tanzausbildung (Ballett, Jazz Step, Modern, Flamenco etc.) ist Tanja immer wieder als Dozentin, Dance-Captain und Choreographin gefragt.
Noch während ihres Studiums debütierte sie am Ernst-Deutsch-Theater und tanzte in der Welturaufführung von Himmel auf Erden in den Hamburger Kammerspielen unter der Regie von Irene Mann. Engagements bei Cats im Operettenhaus Hamburg und im Starlight Express in Bochum, als damals einzige deutsche Darstellerin folgten.
Unter der Regie von Thomas Hermanns verkörperte Rübcke die Rizzo in der europäischen Uraufführung von Grease. Nach ihrem Durchbruch als Irma la Douce in Peter Ahrweilers Die kleine Komödie tourte sie auf der CS AIDA u. a. als Sugar in Manche mögen’s heiß und als Lisa in Blue Jeans acht Monate durch den Karibik- und Mittelmeerraum.
Nach mehreren Tourneen mit Frauen sind stark! und dem Rock’n-Roll-Musical Only You wird Tanja mit der Oscarike als Liebenswürdigste Schauspielerin der Saison ’99/2000 ausgezeichnet.
Es folgten Engagements vom modernen Musical bis zum Klassiker. Ihr erstes Engagement am Ohnsorg-Theater in Hamburg erhielt Tanja bereits im Jahre 2000. Dort spielte sie die Meerhexe in Die kleine Meerjungfrau. Seit sie im Jubiläumsspecial des Ohnsorg-Theaters Wi rockt op Platt! (2002–2009) einen neuen Meilenstein in der Hamburger Kulturhistorie mit setzen durfte, bleibt Tanja dem Hause stets treu. So z. B. mit Klassikern wie Goethes Faust oder Brechts Herr Puntila un sien Knecht Matti, beide an der Seite von Uwe Friedrichsen, Komödien wie Schwarze Hochzeit, Ein gemütlicher Abend oder Othello darf nicht platzen, diverse Märchen und natürlich Rock op Platt – Episode twee, Rock op Platt III und Bauernhof-Rock.
2018 kam Rübcke mit der Doppelrolle Louise/Ms Wilde in Flashdance auf die Musicalbühne zurück. Im selben Jahr veröffentlichte sie gemeinsam mit ihrer Freundin und Kollegin Janina Froh ihren ersten Roman Liebste Freundin.
Sie spielte Gala-Shows wie Musical Nights, Voices of Musical und ihre eigene Swingshows This Lady is a Tramp und Golden Swing / Golden Christmas.
Als Autorin schrieb Tanja Rübcke Songtexte in Hoch- und Plattdeutsch sowie Bühnenwerke wie Fabelhafte Weihnachten.